# ALKBH7
ALKBH7 (англ. AlkB homolog 7) – білок, який кодується однойменним геном, розташованим у людей на короткому плечі 19-ї хромосоми. Довжина поліпептидного ланцюга білка становить 221 амінокислот, а молекулярна маса — 24 516.
| 10         |  | 20         |  | 30         |  | 40         |  | 50         |
| ---------- |  | ---------- |  | ---------- |  | ---------- |  | ---------- |
| MAGTGLLALR |  | TLPGPSWVRG |  | SGPSVLSRLQ |  | DAAVVRPGFL |  | STAEEETLSR |
| ELEPELRRRR |  | YEYDHWDAAI |  | HGFRETEKSR |  | WSEASRAILQ |  | RVQAAAFGPG |
| QTLLSSVHVL |  | DLEARGYIKP |  | HVDSIKFCGA |  | TIAGLSLLSP |  | SVMRLVHTQE |
| PGEWLELLLE |  | PGSLYILRGS |  | ARYDFSHEIL |  | RDEESFFGER |  | RIPRGRRISV |
| ICRSLPEGMG |  | PGESGQPPPA |  | C          |  |            |  |            |

A: Аланін

C: Цистеїн

D: Аспарагінова кислота

E: Глутамінова кислота

F: Фенілаланін

G: Гліцин

H: Гістидин

I: Ізолейцин

K: Лізин

L: Лейцин

M: Метіонін

P: Пролін

Q: Глутамін

R: Аргінін

S: Серин

T: Треонін

V: Валін

W: Триптофан

Кодований геном білок за функцією належить до оксидоредуктаз. 
Білок має сайт для зв'язування з іонами металів, іоном заліза. 
Локалізований у мітохондрії.